# Acumontia spinifrons
Acumontia spinifrons is een hooiwagen uit de familie Triaenonychidae. De wetenschappelijke naam van Acumontia spinifrons gaat terug op Roewer.